# Авала
Авала (сербохорв. Авала/Avala от тур. Havale, «препятствие, укрытие») — невысокая одиночная гора в Центральной Сербии, расположенная в 16,5 км на юго-восток от столицы страны Белграда. В административном смысле находится на стыке трёх общин округа Белград — большей частью в Вождоваце, восточный край в Гроцке, а крайний юг в Сопоте. Является одним из традиционных мест отдыха белградцев и гостей города.

## Природа
Её высота 511 м всего на 11 метров превышает минимальную границу, разделяющую гору и холм. Однако Авала возвышается примерно на 200 м над окружающей холмистой местностью, благодаря чему с неё открываются живописные виды на северную Шумадию и, собственно, на Белград — что позволило возвести на этой горе Авальскую телебашню.
Авала большей частью покрыта густыми лиственными и смешанными лесами. Её природный комплекс, насчитывающий около 600 видов растений, в том числе редких, находится под защитой государства с 1859 года. В 1936 году здесь был учреждён национальный парк. В конце XIX века на Авале был обнаружен (и назван по имени горы) минерал авалит, обогащённая хромом разновидность иллита.

## История
С античных времён на вершине Авалы находилась крепость Жрнов (Жрнован), контролировавшая путь к Белграду. Она была захвачена турками-османами в XV веке и сыграла большую роль в войнах Османской империи с венгерскими королями, однако уже в середине XVI века Жрнов потерял своё стратегическое значение. К концу XVIII века от крепости оставались лишь руины, и в 1934 году они были снесены для постройки на их месте в 1938 году гранитного мавзолея в память о югославах, погибших в ходе Первой мировой войны — Памятник неизвестному герою.
На этой же горе в 180 м от вершины в 1965 году был воздвигнут и ещё один монумент — бронзовый Памятник советским ветеранам войны. Он посвящён погибшей здесь в авиакатастрофе в октябре 1964 года делегации высших советских военачальников во главе с Героем Советского Союза маршалом Сергеем Бирюзовым, летевшей в Белград на празднование 20-й годовщины освобождения города от гитлеровцев.